# Philippe Aziz
Philippe Aziz, vlastním jménem Aziz Mahjoub (9. května 1943, M'saken, Tunis – 22. prosince 2001) byl francouzský spisovatel a novinář tuniského původu. Je autorem mnoha děl popularizující historii, mimo jiné i série Lékaři smrti (Les Médecins de la mort).

## Dílo
- Tu trahiras sans vergogne, histoire de deux collabos, Bonny et Lafont, 1969
- Au service de l'ennemi, la Gestapo française en province, 1972
- Les Médecins de la mort, 4 svazky, 1974
- Les Criminels de guerre, 1974
- Le Trésor nazi, 1974
- L'Atlantide, civilisation disparue, 1975
- Le Défi du monde arabe, 1976
- Angkor et les civilisations birmanes et thaïe, 1976
- La Civilisation étrusque, 1976
- La Civilisation hispano-mauresque, 1977
- Les Empires noirs du Moyen Âge, 1977
- La Palestine des Croisés, 1977
- Entebbe, le début de la riposte, 1978
- Les Secrets des temples incas, aztèques et mayas, 1978
- Le Drame de l'Algérie française, 2 svazky, 1979-1980
- Les Dossiers noirs de l'Occupation, 1979
- Les Mages du 20. siecle, 1979
- Moïse et Akhenaton, 1979
- L'Atlantide, continent disparu, 1980
- Les Terreurs de l'An mille, légende ou réalité ?, 1982
- L'Épopée du général Skinny Wainwright, un héros de notre temps : Manille, 1942-1945, 1982
- L'Europe sous la botte française, 1983
- Les Sectes secrètes de l'Islam : de l'Ordre des Assassins aux Frères musulmans, 1983
- Le Livre noir de la trahison : histoires de la Gestapo en France, 1984
- Les Sociétés secrètes nazies, 1994
- Le Paradoxe de Roubaix, 1996
- Mahomet : le glaive, l'amour, la foi, 1997
- Les Mystères de l'Égypte, 1999
- Les Kamikazes d'Allah, étude historique, 2002
- Les Miracles de Lourdes : la science face à la foi, 2002
- Regards sur l'Algérie : l'aventure nationaliste, 1954-1962, étude historique, 2002
- L'Homme du Coran : vie et enseignement de Mahomet, 2006